# Kartellenquete
Die Kartellenquete oder Kartell-Enquete war eine Enquete über den Stand und Rolle der Kartellierung der Industrie Deutschlands, welche in den Jahren 1902 bis 1905 durchgeführt wurde. Offiziell wurde sie am 20. November 1905 wegen Überlastung der Reichsbehörden abgebrochen.

## Allgemein
Auslöser war die Preispolitik des Rheinisch-Westfälisches Kohlen-Syndikats in der Rezession des Jahres 1901, worauf in mehreren erregten Debatten im Reichstag die Frage nach der Rolle der Kartelle im Allgemeinen aufkam.
Die Enquete stand unter der Leitung des Staatssekretärs im Reichsamt des Innern Arthur von Posadowsky-Wehner, praktisch geleitet wurde sie von Geheimrat Richard van der Borght. Sie basierte auf durch Posadowsky angeregte Vorarbeiten des Kartellexperten Voelcker und einigen Mitarbeitern des Kartellreferats im Reichsamt des Innern.
Als Mitglieder wurden ausgewählte Kartellvertreter, Politiker und Wissenschaftler eingeladen die in freier kontradiktorischer Aussprache die Untersuchung durchführten. Es wurden 20 Kartelle als repräsentativer Querschnitt ausgewählt und ein Fragenkatalog von 14 Fragen ausgearbeitet.
Vertreter der Wissenschaft waren: Gustav von Schmoller, Lujo Brentano und Johannes Conrad.
Vertreter aus den Parteien waren:
- Spahn, Zentrum
- Molkenbuhr, SPD
- Graf Kanitz, Deutsch-Konservative
- Gothein, Freisinnige
- Müller-Sagan, Freisinnige
- Beumer Nationalliberal, als Generalsekretär des Langnam-Verein zugleich Vertreter der Rohstoff- und Schwerindustrie

Ein großer Streitpunkt war ob die Kartellvertreter die Verpflichtung auferlegt werden sollte, wahrheitsgemäße Aussagen zu machen. Schmoller, Brentano, Gothein und Spahn traten dafür ein, die Kartellvertreter protestierten. Geheimrat Borght entschied sich gegen eine solche Verpflichtung.
Die Ergebnisse wurden zunächst im Reichsanzeiger dann in Buchform veröffentlicht.
Kontradiktorische Verhandlungen über Deutsche Kartelle.
- Band 1: Steinkohlen und Koks, 1903.
- Band 2: Druckpapier und Buchhandel, 1904.
- Band 3: Eisen und Stahl 1, 1904.
- Band 4: Eisen und Stahl 2, 1905.
- Band 5: Spiritus, 1906.
- Heft 11: Die Verbände in der Tapetenindustrie, 1906.

## Bewertung durch Fritz Blaich
Laut dem Wirtschaftshistoriker Fritz Blaich diente diese Enquete als Quelle für zahlreiche Arbeiten über das Kartellproblem, die sich aber nicht die Frage nach dem Informationswert dieser Quelle stellen.
Laut ihm kam auf Grund der Marktmacht der Kartelle und dem mangelnden Willen der Reichsbehörden gegen die Kartelle zu ermitteln keine objektive Untersuchung zu Stande. 
Die Marktmacht der Kartelle sei bereits so groß geworden, dass es schwierig war Vertreter nichtkartellierter Industrien, die als Zulieferer und Abnehmer von diesen abhängig waren, zur Teilnahme an den Verhandlungen zu zwingen und sie zu präzisen Aussagen zu bewegen. So schrieb der „Deutsche Handelstag“ am 11. November 1902 an Posadowsky, dass sie geeignete Vertreter der Abnehmer des Drahtstiftsyndikats zur Teilnahme ausgewählt habe, doch diese abgelehnt haben, „da sie - wohl mit Recht - fürchteten, bei freier Aussprache in einem dem Syndikat ungünstigen Sinne von diesem boykottiert und dadurch möglicherweise in ihrer Existenz gefährdet“ werden. Brentano, der bald verärgert und enttäuscht aus der Enquete ausschied, berichtet von einer Äußerung des Präsidenten des Walzwerkverbandes, der ihm gegenüber sagte: 

„Sie sind ein unabhängiger Mann und können ohne Gefahr reden, ich aber riskiere Schwierigkeiten im Kohlebezug.“

Die Verhandlungen wurden, laut Blaich, durch die Beamten des Reichsamtes des Innern in entscheidenden Phasen zugunsten der Kartelle und Syndikate gelenkt. Als beispielsweise Professor Brentano die Frage nach der Rückwirkung der Kartelle auf die Konzentration der Industrie stellen wollte, zog Geheimrat Borght, „buchstäblich die Notbremse“ mit der Begründung „die Herren aus dem Rheinland wollten mit dem Zwei-Uhr-Zug aus Berlin abfahren und zuvor noch zu Mittagessen“.
Voelcker wurde während der Verhandlungen von einem Kritiker der Kartelle zu einem Freund der Kartelle. Blaich weist darauf hin, dass er 1904 in den Vorstand des Stahlwerksverbandes wechselte, lässt aber offen ob die Industrie ihn „umgedreht“ hat. Überhaupt lässt Blaich die Frage offen, ob die Beamten von der Industrie bestochen wurden, oder ob sie bei der langen und intensiven Beschäftigung für die Argumente der Kartellinteressenten empfänglich wurden.
Den eigentlichen Grund für den Abbruch der Enquete sieht Blaich in der Resignation der Reichsbehörden an objektive Informationen zu gelangen.